# Jaume de Borbó i de Battenberg
Jaume de Borbó i de Battenberg (En castellà: Jaime de Borbón y Battenberg) (Palau Reial, Real Sitio de San Ildefonso, 23 de juny de 1908 - Sankt Gallen, Suïssa, 20 de març de 1975), infant d'Espanya i duc de Segòvia, era el segon fill dels reis Alfons XIII i Victòria Eugènia d'Espanya.

## Biografia
Va néixer al Palau Reial del Real Sitio de San Ildefonso el 23 de juny de 1908 i des del seu naixement va ostentar la dignitat d'infant d'Espanya en ser fill del rei Alfons XIII. Es va quedar sord a l'edat de quatre anys després de ser sotmès a una operació quirúrgica per una doble mastoïditis.
L'any 1931 va abandonar Espanya al proclamar-se la Segona República Espanyola.
Quan el seu germà Alfons, el príncep d'Astúries, va renunciar l'11 de juny de 1933 els seus drets dinàstics sobre la Corona espanyola a l'exili per poder contraure matrimoni morganàtic, va ser cridat a ser l'hereu de la Casa Reial espanyola exiliada. El 23 de juny del mateix any, el seu pare el va obligar a renunciar també els seus drets a causa de la seva sordesa, atès que no el considerava capacitat per poder ser el titular de la Corona d'Espanya en cas de restauració de la monarquia. Durant només uns dies va ser l'hereu de la Corona, però són poques les fonts que el van considerar oficialment príncep d'Astúries. Com que el seu germà petit Joan va ser el qui va tenir la condició de príncep d'Astúries a l'exili, amb motiu de la renúncia Alfons XIII va concedir a l'infant Jaume la facultat d'utilitzar el títol de duc de Segòvia.
Es va casar a Roma (Regne d'Itàlia) el 4 de març de 1935 amb Emanuela de Dampierre (1913-2012), noble italiana d'origen francès amb qui va tenir dos fills: Alfons (1936-1989) i Gonçal (1937-2000).
Els legitimistes francesos el van considerar l'any 1941 cap de la Casa de Borbó i va utilitzar el disputat títol de duc d'Anjou.
El 1947 es va divorciar d'Emanuela de Dampierre i el 3 d'agost de 1949 es va casar en segones núpcies amb Charlotte Luise Auguste Teidmann (1919-1979), una cantant alemanya divorciada en dues ocasions i mare d'una filla amb qui va contraure matrimoni civil.
Va intentar invalidar i deixar sense efectes la seva renúncia als drets dinàstics sobre la Corona espanyola el 6 de desembre de 1949 i es va oposar que el seu germà, Joan de Borbó, fos considerat cap de la Casa de Borbó. El 1969 va renunciar a continuar reclamant els seus drets dinàstics quan el príncep Joan Carles, fill del comte de Barcelona, va ser designat successor del dictador Francisco Franco a la Prefectura de l'Estat com a rei. El seu fill primogènit, Alfons de Borbó i de Dampierre, -que es va casar l'any 1972 amb la neta del general Franco, Carmen Martínez-Bordiu- complia els requisits de la Llei de Successió franquista per ser el successor del dictador i es va especular sobre la seva possible designació com a possible rei d'Espanya en ser el net més gran d'Alfons XIII.
Va morir a l'Hospital Cantonal de Sankt Gallen (Suïssa) el 20 de març de 1975. Algunes fonts apunten que la mort va ser provocada per un cop d'ampolla que li va clavar al cap la seva segona dona gairebé un mes abans, el 25 de febrer. Deu anys després el rei Joan Carles I d'Espanya va ordenar el trasllat de les seves restes al Panteó d'Intants del Monestir de San Lorenzo d'El Escorial.

## Ascendents
|  |                                           |  |  |  |  |  |  |  |  |  |  |  |  |  |  |  |
|  | 16. Francesc de Paula de Borbó            |  |  |  |  |  |  |  |  |  |  |  |  |  |  |  |
|  |                                           |  |  |  |  |  |  |  |  |  |  |  |  |  |  |  |
|  |                                           |  |  |  |  |  |  |  |  |  |  |  |  |  |  |  |
|  | 8. Francesc d'Assís de Borbó              |  |  |  |  |  |  |  |  |  |  |  |  |  |  |  |
|  |                                           |  |  |  |  |  |  |  |  |  |  |  |  |  |  |  |
|  |                                           |  |  |  |  |  |  |  |  |  |  |  |  |  |  |  |
|  | 17. Lluïsa Carlota de Borbó-Dues Sicílies |  |  |  |  |  |  |  |  |  |  |  |  |  |  |  |
|  |                                           |  |  |  |  |  |  |  |  |  |  |  |  |  |  |  |
|  |                                           |  |  |  |  |  |  |  |  |  |  |  |  |  |  |  |
|  | 4. Alfons XII d'Espanya                   |  |  |  |  |  |  |  |  |  |  |  |  |  |  |  |
|  |                                           |  |  |  |  |  |  |  |  |  |  |  |  |  |  |  |
|  |                                           |  |  |  |  |  |  |  |  |  |  |  |  |  |  |  |
|  | 18. Ferran VII d'Espanya                  |  |  |  |  |  |  |  |  |  |  |  |  |  |  |  |
|  |                                           |  |  |  |  |  |  |  |  |  |  |  |  |  |  |  |
|  |                                           |  |  |  |  |  |  |  |  |  |  |  |  |  |  |  |
|  | 9. Isabel II d'Espanya                    |  |  |  |  |  |  |  |  |  |  |  |  |  |  |  |
|  |                                           |  |  |  |  |  |  |  |  |  |  |  |  |  |  |  |
|  |                                           |  |  |  |  |  |  |  |  |  |  |  |  |  |  |  |
|  | 19. Maria Cristina de Borbó-Dues Sicílies |  |  |  |  |  |  |  |  |  |  |  |  |  |  |  |
|  |                                           |  |  |  |  |  |  |  |  |  |  |  |  |  |  |  |
|  |                                           |  |  |  |  |  |  |  |  |  |  |  |  |  |  |  |
|  | 2. Alfons XIII d'Espanya                  |  |  |  |  |  |  |  |  |  |  |  |  |  |  |  |
|  |                                           |  |  |  |  |  |  |  |  |  |  |  |  |  |  |  |
|  |                                           |  |  |  |  |  |  |  |  |  |  |  |  |  |  |  |
|  | 20. Carles Lluís d'Àustria                |  |  |  |  |  |  |  |  |  |  |  |  |  |  |  |
|  |                                           |  |  |  |  |  |  |  |  |  |  |  |  |  |  |  |
|  |                                           |  |  |  |  |  |  |  |  |  |  |  |  |  |  |  |
|  | 10. Carles Ferran d'Àustria               |  |  |  |  |  |  |  |  |  |  |  |  |  |  |  |
|  |                                           |  |  |  |  |  |  |  |  |  |  |  |  |  |  |  |
|  |                                           |  |  |  |  |  |  |  |  |  |  |  |  |  |  |  |
|  | 21. Enriqueta de Nassau-Weilburg          |  |  |  |  |  |  |  |  |  |  |  |  |  |  |  |
|  |                                           |  |  |  |  |  |  |  |  |  |  |  |  |  |  |  |
|  |                                           |  |  |  |  |  |  |  |  |  |  |  |  |  |  |  |
|  | 5. Maria Cristina d'Habsburg-Lorena       |  |  |  |  |  |  |  |  |  |  |  |  |  |  |  |
|  |                                           |  |  |  |  |  |  |  |  |  |  |  |  |  |  |  |
|  |                                           |  |  |  |  |  |  |  |  |  |  |  |  |  |  |  |
|  | 22. Josep Antoni d'Àustria                |  |  |  |  |  |  |  |  |  |  |  |  |  |  |  |
|  |                                           |  |  |  |  |  |  |  |  |  |  |  |  |  |  |  |
|  |                                           |  |  |  |  |  |  |  |  |  |  |  |  |  |  |  |
|  | 11. Elisabet Francesca d'Àustria          |  |  |  |  |  |  |  |  |  |  |  |  |  |  |  |
|  |                                           |  |  |  |  |  |  |  |  |  |  |  |  |  |  |  |
|  |                                           |  |  |  |  |  |  |  |  |  |  |  |  |  |  |  |
|  | 23. Maria Dorotea de Württemberg          |  |  |  |  |  |  |  |  |  |  |  |  |  |  |  |
|  |                                           |  |  |  |  |  |  |  |  |  |  |  |  |  |  |  |
|  |                                           |  |  |  |  |  |  |  |  |  |  |  |  |  |  |  |
|  | 1. Jaume de Borbó                         |  |  |  |  |  |  |  |  |  |  |  |  |  |  |  |
|  |                                           |  |  |  |  |  |  |  |  |  |  |  |  |  |  |  |
|  |                                           |  |  |  |  |  |  |  |  |  |  |  |  |  |  |  |
|  | 24. Lluís II de Hessen-Darmstadt          |  |  |  |  |  |  |  |  |  |  |  |  |  |  |  |
|  |                                           |  |  |  |  |  |  |  |  |  |  |  |  |  |  |  |
|  |                                           |  |  |  |  |  |  |  |  |  |  |  |  |  |  |  |
|  | 12. Alexandre de Hessen-Darmstadt         |  |  |  |  |  |  |  |  |  |  |  |  |  |  |  |
|  |                                           |  |  |  |  |  |  |  |  |  |  |  |  |  |  |  |
|  |                                           |  |  |  |  |  |  |  |  |  |  |  |  |  |  |  |
|  | 25. Guillermina de Baden                  |  |  |  |  |  |  |  |  |  |  |  |  |  |  |  |
|  |                                           |  |  |  |  |  |  |  |  |  |  |  |  |  |  |  |
|  |                                           |  |  |  |  |  |  |  |  |  |  |  |  |  |  |  |
|  | 6. Enric de Battenberg                    |  |  |  |  |  |  |  |  |  |  |  |  |  |  |  |
|  |                                           |  |  |  |  |  |  |  |  |  |  |  |  |  |  |  |
|  |                                           |  |  |  |  |  |  |  |  |  |  |  |  |  |  |  |
|  | 26. Hans Moritz von Hauke                 |  |  |  |  |  |  |  |  |  |  |  |  |  |  |  |
|  |                                           |  |  |  |  |  |  |  |  |  |  |  |  |  |  |  |
|  |                                           |  |  |  |  |  |  |  |  |  |  |  |  |  |  |  |
|  | 13. Júlia von Hauke                       |  |  |  |  |  |  |  |  |  |  |  |  |  |  |  |
|  |                                           |  |  |  |  |  |  |  |  |  |  |  |  |  |  |  |
|  |                                           |  |  |  |  |  |  |  |  |  |  |  |  |  |  |  |
|  | 27. Sophie Lafontaine                     |  |  |  |  |  |  |  |  |  |  |  |  |  |  |  |
|  |                                           |  |  |  |  |  |  |  |  |  |  |  |  |  |  |  |
|  |                                           |  |  |  |  |  |  |  |  |  |  |  |  |  |  |  |
|  | 3. Victòria Eugènia de Battenberg         |  |  |  |  |  |  |  |  |  |  |  |  |  |  |  |
|  |                                           |  |  |  |  |  |  |  |  |  |  |  |  |  |  |  |
|  |                                           |  |  |  |  |  |  |  |  |  |  |  |  |  |  |  |
|  | 28. Ernest I de Saxònia-Coburg Gotha      |  |  |  |  |  |  |  |  |  |  |  |  |  |  |  |
|  |                                           |  |  |  |  |  |  |  |  |  |  |  |  |  |  |  |
|  |                                           |  |  |  |  |  |  |  |  |  |  |  |  |  |  |  |
|  | 14. Albert de Saxònia-Coburg Gotha        |  |  |  |  |  |  |  |  |  |  |  |  |  |  |  |
|  |                                           |  |  |  |  |  |  |  |  |  |  |  |  |  |  |  |
|  |                                           |  |  |  |  |  |  |  |  |  |  |  |  |  |  |  |
|  | 29. Lluïsa de Saxònia-Gotha-Altenburg     |  |  |  |  |  |  |  |  |  |  |  |  |  |  |  |
|  |                                           |  |  |  |  |  |  |  |  |  |  |  |  |  |  |  |
|  |                                           |  |  |  |  |  |  |  |  |  |  |  |  |  |  |  |
|  | 7. Beatriu del Regne Unit                 |  |  |  |  |  |  |  |  |  |  |  |  |  |  |  |
|  |                                           |  |  |  |  |  |  |  |  |  |  |  |  |  |  |  |
|  |                                           |  |  |  |  |  |  |  |  |  |  |  |  |  |  |  |
|  | 30. Eduard del Regne Unit                 |  |  |  |  |  |  |  |  |  |  |  |  |  |  |  |
|  |                                           |  |  |  |  |  |  |  |  |  |  |  |  |  |  |  |
|  |                                           |  |  |  |  |  |  |  |  |  |  |  |  |  |  |  |
|  | 15. Victòria I del Regne Unit             |  |  |  |  |  |  |  |  |  |  |  |  |  |  |  |
|  |                                           |  |  |  |  |  |  |  |  |  |  |  |  |  |  |  |
|  |                                           |  |  |  |  |  |  |  |  |  |  |  |  |  |  |  |
|  | 31. Victòria de Saxònia-Coburg Saalfeld   |  |  |  |  |  |  |  |  |  |  |  |  |  |  |  |
|  |                                           |  |  |  |  |  |  |  |  |  |  |  |  |  |  |  |
|  |                                           |  |  |  |  |  |  |  |  |  |  |  |  |  |  |  |

## Descendència
Fruit del seu matrimoni amb Emanuela de Dampierre van néixer dos fills:
- S.A.R. Alfons de Borbó i de Dampierre, duc de Cadis (20 d'abril de 1936 - 30 de gener de 1989).[18]
- Gonçal de Borbó i de Dampierre (5 de juny de 1937 - 27 de maig de 2000).

## Tractament i títols
Al llarg de la seva vida, aquests van ser els tractaments i títols que va ostentar:
- Sa Altesa Reial l'infant Jaume d'Espanya (23 de juny 1908 - 23 de juny de 1933).[1]
- Sa Altesa Reial el príncep d'Astúries (11 de juny - 23 de juny de 1933).[6][19]
- Sa Altesa Reial l'infant Jaume, duc de Segòvia (23 de juny de 1933 - 20 de març de 1975).[4]

Pels legitimistes francesos aquest era el tractament que rebia:
- Sa Altesa Reial l'infant Jaume, duc de Segòvia i d'Anjou (1941 - 20 de març de 1975).[4]

## Distincions

### Distincions honorífiques espanyoles
- Cavaller de l'Insigne Orde del Toisó d'Or, collar (1921).[20]
- Cavaller del Reial i Distingit Orde Espanyol de Carles III, collar (07/12/1925).[21]
- Cavaller del Reial Orde d'Isabel la Catòlica, gran creu (07/12/1925).[21]
- Cavaller de l'Orde de Calatrava (27/03/1928).[22]
- Cavaller del Reial Orde d'Isabel la Catòlica, collar (02/02/1931).[23]
- Comanador major vacant de l'Orde de Calatrava (02/03/1931).[24][25]

### Distincions honorífiques estrangeres
- Cavaller de l'Orde de l'Elefant (Regne de Dinamarca, 6 de febrer de 1929).[26]
- Cavaller del Sagrat Orde Militar Constantinià de Sant Jordi, gran creu de justícia (Casa de Borbó-Dues Sicílies).[27]
- Cavaller de l'Orde de l'Àliga de Georgia, gran collar (Casa de Bagrationi).[28]